# Coldeast
Coldeast är en by i Devon i England. Byn är belägen 20,3 km 
från Exeter. Orten har 1 263 invånare (2015).